# Kmetiněves
Kmetiněves (Duits: Kmetnowes) is een Tsjechische gemeente in de regio Midden-Bohemen en maakt deel uit van het district Kladno.
Kmetiněves telt 296 inwoners (2023).

## Geschiedenis
Kmetiněves (Oud-Tsjechisch: Kmetná ves), werd in de tweede helft van de 13e eeuw gesticht door kolonisten die werden door de Praagse vorsten werden aangewezen. De vorsten hadden hier namelĳk land in hun bezit. Sinds 1336 werd Kmetiněves onafhankelijk van de koning (toentertĳd Jan de Blinde) bestuurd. Vanaf de 14e eeuw wisselden de eigenaren van het dorp regelmatig. Onder hen waren kleine landeigenaren, maar ook George van Podiebrad, Jindřich van Kolovrat en Jindřich Bezdružický. Daarna werd het dorp aan het bestuur van het Klooster van Doksany geschonken.
In 1782 werd het klooster opgeheven. In 1797 Kmetiněves aangekocht door baron Jakub Wimer. Na zĳn overlĳden kwam het in bezit van Jan Antonín Lexa. In 1848, twee jaar voor de afschaffing van het feodalisme, werd het dorp al een zelfstandige gemeente. Sinds 1960 is Kmetiněves een gemeente binnen het district Kladno.
In 2004 kreeg het dorp in Tsjechië grote bekendheid door de zaak van een 13-jarig schoolmeisje, dat door haar klasgenoot van dezelfde leeftijd om het leven werd gebracht.

## Voorzieningen
In het dorp zĳn een buurtsupermarkt, school, twee cafés en brandweerkazerne gevestigd.

## Verkeer en vervoer

### Autowegen
De weg II/239 loopt door de gemeente en verbindt Kmetiněves met Černčice, Peruc en Černuc.

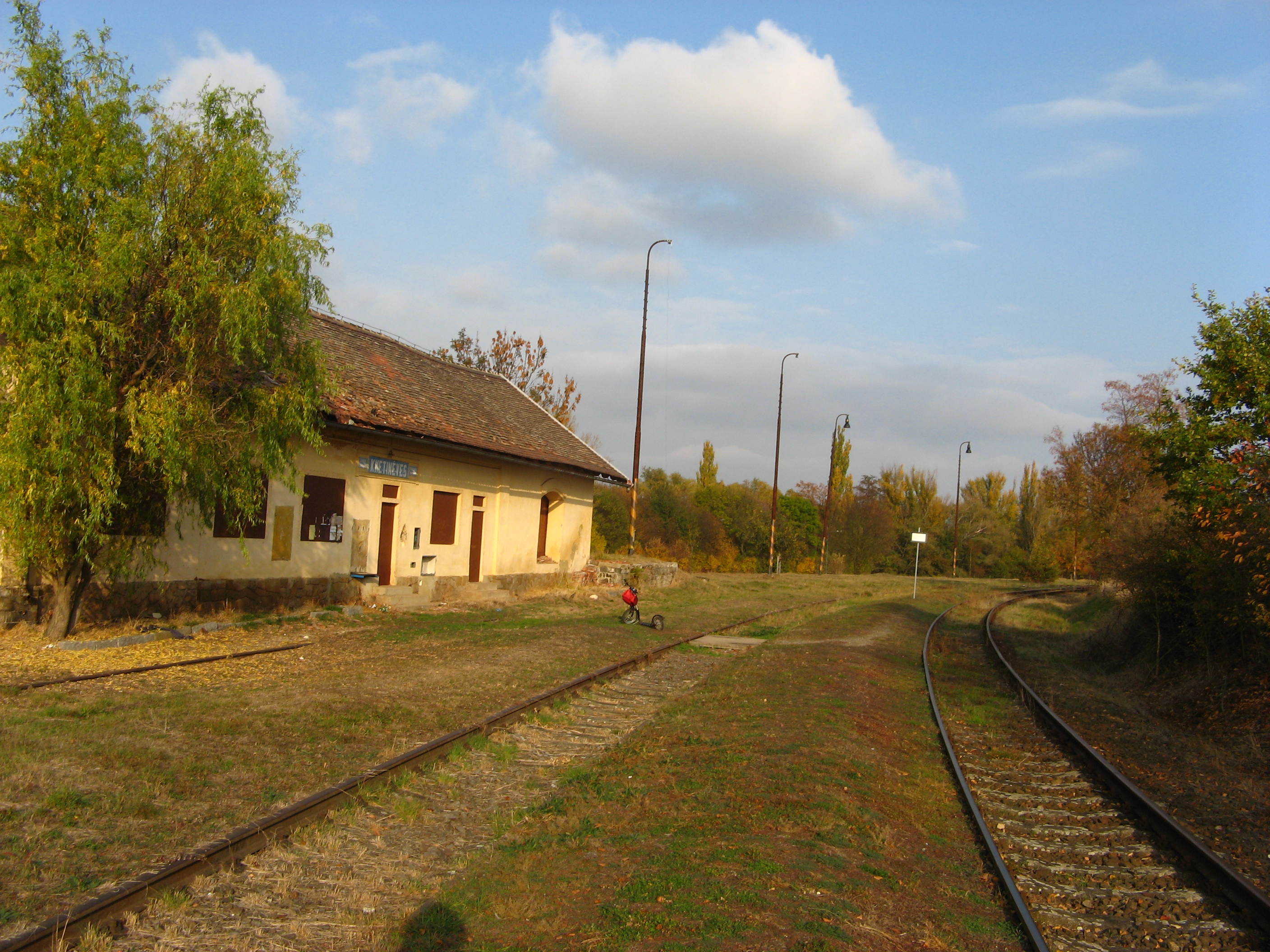
Station Kmetiněves (2018)

### Spoorlĳnen
Station Kmetiněves ligt aan spoorlijn 095 Vraňany - Libochovice - Zlonice. De lĳn is een enkelsporige, regionale lĳn waarop het vervoer in 1882 begon. Er rĳden 2 paar treinen per dag.

### Buslĳnen
Er zĳn drie bushaltes in het dorp:
| Halte                  | Lĳn | Route           | Vervoerder |
| ---------------------- | --- | --------------- | ---------- |
| Kmetiněves             | 595 | Velvary - Peruc | ČSAD Slaný |
| Kmetiněves, Křižovatka | 594 | Slaný - Zlonice | ČSAD Slaný |
| Kmetiněves, Žel.st.    | 595 | Velvary - Peruc | ČSAD Slaný |

## Bezienswaardigheden
- Sint-Wenceslauskerk met pastorie en een standbeeld van Sint Johannes van Nepomuk;
- Dorpskapel.

## Galerĳ

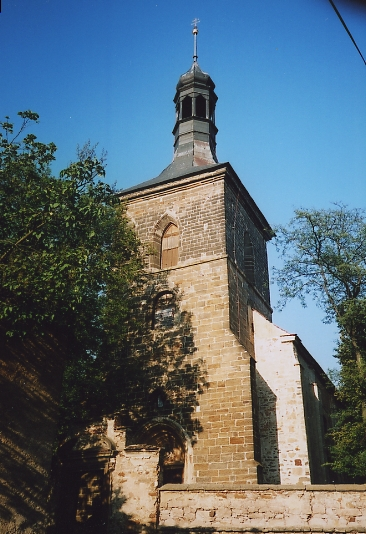
Sint-Wenceslauskerk
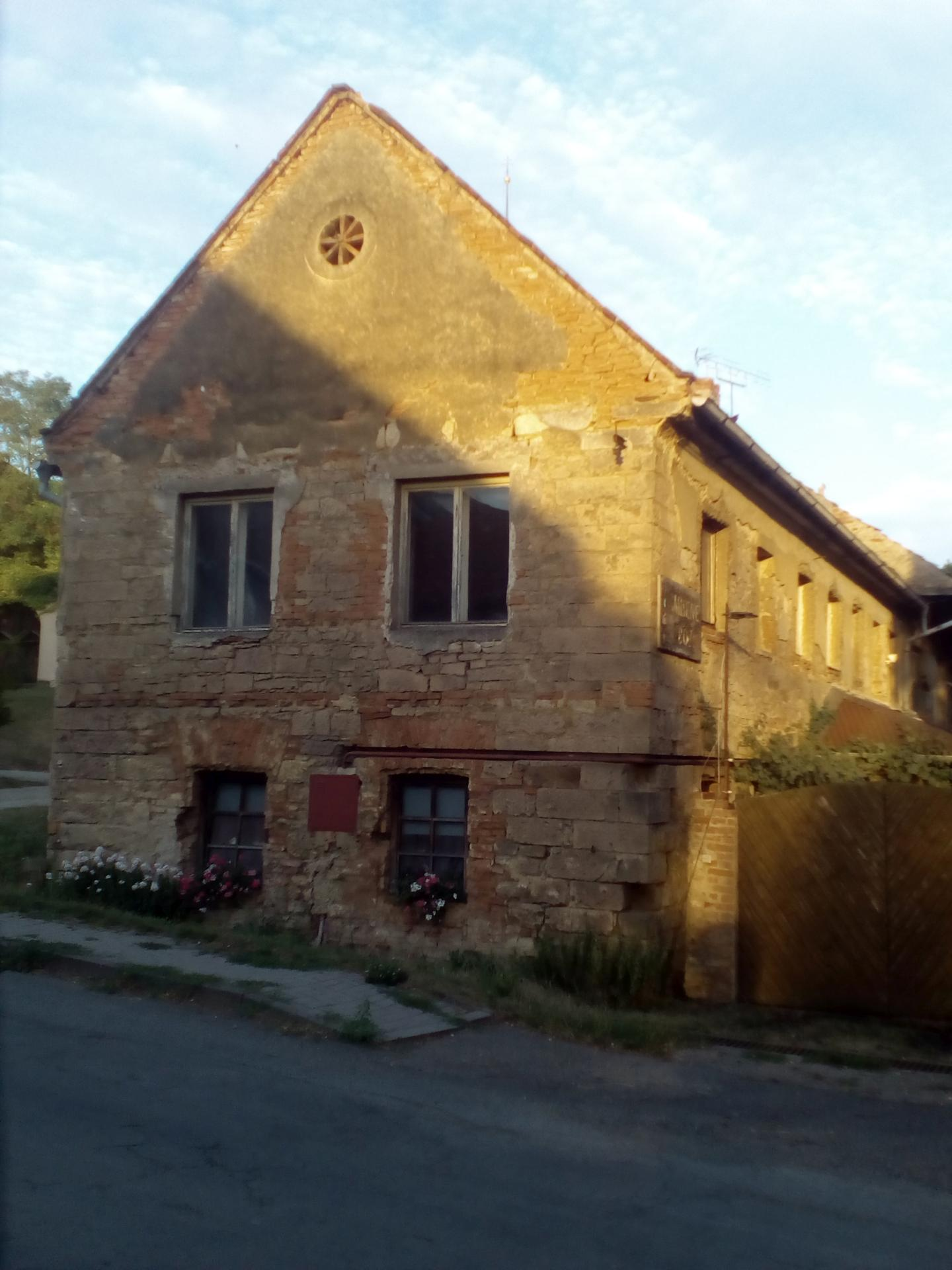
Oud woonhuis